# Comuna Horaimivka, Manevîci
Horaimivka (în ucraineană Гораймівка) este o comună în raionul Manevîci, regiunea Volînia, Ucraina, formată din satele Horaimivka (reședința) și Maidan-Lîpnenskîi.

## Demografie
Componența lingvistică a satului Horaimivka
     Ucraineană (99,88%)
     Alte limbi (0,06%)
Conform recensământului din 2001, majoritatea populației satului Horaimivka era vorbitoare de ucraineană (99,88%), existând în minoritate și vorbitori de alte limbi.